# 厭氧生物

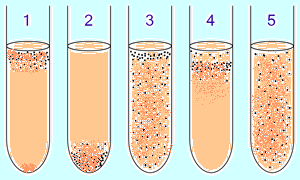
圖爲5支培養有不同種類微生物的試管。試管內的培養基爲巰基乙酸肉湯。
1中培養的是專性需氧微生物。因爲它們不能進行發酵及無氧呼吸，所以它們浮在了氧含量最高的上層。
2中培養的是專性厭氧微生物。因爲它們體內因無過氧化氫酶等物質無法在有氧條件下存活，故浮在氧含量最低的下層。
3中培養的是兼性厭氧菌。它們既可以在有氧條件下也能夠在無氧條件下生存，所以它們分佈在試管培養基上的各處。但因爲有氧呼吸較無氧呼吸能產生更多的ATP（三磷酸腺苷），故更多的菌體分佈在上層。
4中培養的是微需氧微生物。它們不能進行發酵及無氧呼吸，也不能在高氧濃度環境中存活，故它們浮在試管中上層。
5中培養的是耐氧厭氧生物。這種細菌不能進行有氧呼吸，但卻可以在高氧濃度環境下存活，所以它們均勻地分佈在試管培養基上各處。

厭氧生物(英語：Anaerobic organism，或是anaerobe)，是指一種不需要氧氣生長的生物。牠們大致上可以分為三種，即專性厭氧生物、兼性厭氧生物及耐氧厭氧生物
。人體內的厭氧生物多存在於消化系統中，有些種類的厭氧細菌會產生毒素。
厭氧生物可以是單細胞的（例如原生生物和細菌），但也可以是多細胞的（例如一些多毛綱生物）。

## 專性厭氧生物
當暴露於有氧氣的環境之下，有些厭氧生物會死亡。這種生物稱為「專性厭氧生物」，牠們是以發酵或無氧呼吸生存。在有氧的環境下，專性厭氧生物會出現缺乏超氧化物歧化酶及過氧化氫酶的情況，這些酶可以幫助移走專性厭氧生物細胞內致命的超氧化物。

## 兼性厭氧生物
兼性厭氧生物是可以在有氧的環境中，利用當中的氧氣進行有氧呼吸。但當在沒有氧氣的環境下，牠們部份             會進行發酵，而部份則進行無氧呼吸。影響作用轉換的條件是氧氣及可發酵物質的濃度。例如當有可發酵的糖給予啤酒酵母時，牠的可觀察氧氣消耗會立即停止，這稱為「巴斯德變異」。這是由於對比所產生的能量，用作呼吸作用而消耗的能量很多而不值得進行；直至當可發酵的物質出現，縱然從發酵所產生的能量遠低於呼吸所產生的能量，啤酒酵母仍會選擇進行發酵。這種由呼吸轉變為發酵的過程相比逆向的過程為快，因為牠已習慣透過發酵生長，需要時間來起動所致。
兼性厭氧細菌的例子有葡萄球菌屬、棒狀桿菌屬、李斯特菌屬等，而真菌中的酵母亦是兼性厭氧的。

## 耐氧厭氧生物
耐氧厭氧生物可以在有氧氣的環境下生存，但牠們不會使用氧氣作為最終電子受體。所有的耐氧厭氧生物都是進行發酵的。

## 發酵
厭氧生物有多種的發酵作用路徑，其中最常見的是乳酸發酵路徑：
C6H12O6 + 2二磷酸腺苷（ADP） + 2磷酸鹽→ 2乳酸 + 2三磷酸腺苷（ATP）
此反應每摩爾所釋放的能量約為150kJ，並保存在ATP中。在無氧呼吸中每一個單糖分子所釋出的能量只有有氧呼吸的5%。
當氧氣有所限制時，植物及真菌一般都是使用乙醇發酵：
C6H12O6 + 2二磷酸腺苷 + 2磷酸鹽→ 2 C2H5OH + 2CO2 + 2三磷酸腺苷
所釋放而保存在ATP中的能量約為每摩爾180kJ。
厭氧細菌及古細菌會使用其他的發酵路徑，如丙酸發酵、丁酸發酵、溶劑發酵、混合酸發酵、丁四醇發酵、氨基酸發酵、乙酸生成或甲烷生成。有些厭氧細菌會生成危害較高等次生物（包括人類）的毒素，如破傷風毒素或肉毒桿菌素。